# Tir cu arcul la Jocurile Olimpice de vară din 2020
Probele sportive de tir cu arcul la Jocurile Olimpice de vară din 2020 s-au desfășurat în perioada 23–31 iulie 2020 pe Yumenoshima Park din Tokyo, Japonia.

## Clasament pe medalii
| Loc   | Țară                  | Aur | Argint | Bronz | Total |
| ----- | --------------------- | --- | ------ | ----- | ----- |
| 1     | Coreea de Sud (KOR)   | 4   | 0      | 0     | 4     |
| 2     | Turcia (TUR)          | 1   | 0      | 0     | 1     |
| 3     | COR                   | 0   | 2      | 0     | 2     |
| 4     | Italia (ITA)          | 0   | 1      | 1     | 2     |
| 5     | Taipeiul Chinez (TPE) | 0   | 1      | 0     | 1     |
| 5     | Olanda (NED)          | 0   | 1      | 0     | 1     |
| 7     | Japonia (JPN)         | 0   | 0      | 2     | 2     |
| 8     | Germania (GER)        | 0   | 0      | 1     | 1     |
| 8     | Mexic (MEX)           | 0   | 0      | 1     | 1     |
| Total | Total                 | 5   | 5      | 5     | 15    |

## Medaliați
| Probă                       | Aur                                                           | Argint                                                           | Bronz                                                             |
| Individual masculin detalii | Mete Gazoz · Turcia (TUR)                                     | Mauro Nespoli · Italia (ITA)                                     | Takaharu Furukawa · Japonia (JPN)                                 |
| Individual feminin detalii  | An San · Coreea de Sud (KOR)                                  | Elena Osipova (COR)                                              | Lucilla Boari · Italia (ITA)                                      |
| Echipe masculin detalii     | Coreea de Sud · Kim Woo-jin · Oh Jin-hyek · Kim Je-deok       | Taipeiul Chinez · Deng Yu-cheng · Tang Chih-chun · Wei Chun-heng | Japonia · Takaharu Furukawa · Yuki Kawata · Hiroki Muto           |
| Echipe feminin detalii      | Coreea de Sud (KOR) · An San · Jang Min-hee · Kang Chae-young | COR Svetlana Gomboeva Elena Osipova Ksenia Perova                | Germania (GER) · Michelle Kroppen · Charline Schwarz · Lisa Unruh |
| Echipe mixt detalii         | Coreea de Sud (KOR) · Kim Je-deok · An San                    | Olanda (NED) · Steve Wijler · Gabriela Schloesser                | Mexic (MEX) · Luis Álvarez · Alejandra Valencia                   |